# Penàguila (kommun i Spanien)
Penàguila är en kommun i Spanien.   Den ligger i provinsen Provincia de Alicante och regionen Valencia, i den östra delen av landet, 300 km sydost om huvudstaden Madrid. Antalet invånare är 318. Arean är 50 kvadratkilometer. Penàguila gränsar till Alcoleja, Alcoy, Benasau, Benifallim, Benilloba, Cocentaina, Gorga, Relleu, Sella och Torremanzanas. 
Terrängen i Penàguila är kuperad.